# Myth Makers: Orbs of Doom
Myth Makers: Orbs of Doom es un videojuego desarrollado por Data Design Interactive y lanzado en 2007 para Wii y PlayStation 2. Similar a Super Monkey Ball, es parte de su franquicia Myth Makers, que presenta gráficos de estilo de dibujos animados que están destinados a un mercado familiar. Como muchos otros juegos de Data Design, ha recibido críticas negativas.

## Jugabilidad
En el juego, el jugador controla un Myth Maker (un miembro de un grupo de personajes de fantasía) que está atrapado en uno de los orbes titulares. El jugador debe abrirse camino a través de muchos niveles de laberintos y obstáculos que se cruzan a 30.000 pies. Si el jugador se cae de una repisa, tendrá que empezar desde el principio del nivel. Tampoco hay puntos de control. Hay un modo multijugador en el que el jugador puede tener hasta tres amigos jugando con ellos.

## Recepción
El juego ha recibido críticas negativas. IGN le dio al juego 2.9/10, criticando sus controles y jugabilidad. IGN resumió su reseña diciendo: "Los créditos de Orbs of Doom revelan que el equipo de Control de calidad fue el grupo más grande que trabajó en el juego. Mi pregunta es: ¿qué estaban haciendo con su tiempo en lugar de probar Orbs of Doom? Se supone que los juegos son divertidos, ¿verdad? Incluso si eres el mayor fan de Super Monkey Ball del mundo, mantente alejado de este. Es feo, no controla bien y el "juego" es exasperante. Estoy a favor de los juegos casuales, pero esto no tiene nada de casual ". GamesRadar+ fue menos entusiasta con su calificación calificando sarcásticamente sus 40 niveles "divertidos" como un aspecto positivo, y como una "estafa de Super Monkey Ball" dando una calificación e 2/10 (indicado en Metacritic).